# Suizid durch Sprung aus der Höhe
Der Suizid durch Sturz aus der Höhe, kurz Sturz aus der Höhe (in der Fachliteratur auch als Todessprung, [Suizid durch] Sturz in die Tiefe, [Suizid durch] Sprung aus der Höhe und [Suizid durch] Sprung in die Tiefe bezeichnet) ist eine Form des Suizides, bei der ein Mensch sich das Leben nimmt, indem er sich in der Absicht zu sterben von einer natürlichen (z. B. einem Berg oder einer Klippe) oder künstlichen (z. B. einem Haus oder einer Brücke) Erhöhung oder aus einem Flugzeug stürzt.

## Häufigkeit
In Deutschland war der Sturz aus der Höhe nach dem Erhängen und der Selbstvergiftung mit Medikamenten zwischen den Jahren 1998 bis 2013 die dritthäufigste Suizidmethode aller tödlich endenden Suizidhandlungen, es gibt etwa 1000 Suizide dieser Art pro Jahr, das sind etwa 9 % der erfassten Suizide.
Geschlechtsspezifisch ist der Sturz aus der Höhe kontinuierlich die von Frauen in Deutschland am dritthäufigsten und die von Männern am vierthäufigsten gewählte Suizidmethode bei den vollendeten Suiziden. Das Verhältnis von Männern zu Frauen liegt bei dieser Methode bei 2:1. Auch um 1900 galt Suizid durch Sturz aus der Höhe bereits als eine in der „Frauenwelt“ bevorzugte Suizidmethode.
In Österreich liegt der Sturz aus der Höhe ebenfalls an dritter Stelle bei den häufigsten von Frauen gewählten Suizidmethoden und an vierter Stelle bei den häufigsten Suizidmethoden der Männer (14 % aller männlichen Suizide).
Für England und Wales wird die Zahl der durch Sprung aus der Höhe vollzogenen Suizide mit einem Anteil von 5 % aller Suizide angegeben.
Am häufigsten ist die Altersgruppe der 31- bis 40-Jährigen von Suizid durch Sturz aus der Höhe betroffen.

### Unterscheidung Suizid und Unfalltod
In der forensischen Medizin wird als Merkmal zur Unterscheidung von Suiziden und Unfällen durch Sturz aus der Höhe angenommen, dass der Körper des Toten bei Suiziden durch Fenstersturz aus großer Höhe in der Regel mehr nach der Straßenmitte hin (also vom Gebäude verhältnismäßig weit entfernt) liegt, da er mit einem gewissen Anlauf abgesprungen ist, während Opfer von Fensterstürzen, bei denen es sich um Unfälle handelte, eher die Tendenz haben, sich, während sie im Begriff sind zu stürzen, noch festzuhalten, so dass sie relativ gebäudenah zum Liegen kommen.
G. Berghaus kam 1979 bei der Auswertung von 185 Todesfällen nach Sturz aus der Höhe, bei denen eine eindeutige kriminologische Identifikation als Suizid oder Unfall vorlag, zu dem Ergebnis, dass in 19 von 20 Fällen, in denen der Gestürzte mehr als 1–2 Meter von der Senkrechten zur Absturzstelle aufgefunden wurde, ein Suizid angenommen wurde, während dies bei Distanzen von weniger als 1–2 Metern nur in zwei von achtzehn Fällen der Fall war. Fehlen vorspringende Gebäudeteile im Verlauf der Sturzbahn, wurden siebzehn von zwanzig Fällen als Suizid eingestuft.
In einer Untersuchung von tödlichen Stürzen aus der Höhe wurden 69 % als Suizid eingestuft, 19 % als Unfall, und bei 12 % konnte die Todesursache nicht eindeutig als Suizid oder Unfall identifiziert werden. Stürze aus der Höhe werden mit steigender Sturzhöhe häufiger als Suizid und seltener als Unfälle eingestuft: Tödliche Stürze aus dem 1. Obergeschoss wurden in 23 % der Fälle als Suizid eingestuft, bei Stürzen aus dem 3. Stock 77 %, bei Stürzen aus dem 4.–8. Stock 83 %, bei Stürzen aus dem 9.–15. Stock 92 % und bei allen Stürzen aus noch höheren Stockwerken annähernd 100 %.

## Medizinische Erkenntnisse und Bewertung
In der Internationalen Klassifikation der Krankheiten und verwandter Gesundheitsprobleme (ICD) wird der Suizid durch Sturz aus der Höhe unter den Chiffren E957 (9. Revision, 1980) bzw. X80 (10. Revision 2006) verzeichnet.
Suizid durch Sturz aus der Höhe gilt als eine „harte Suizidmethode“, das heißt als eine besonders gewalttätige und Selbstüberwindung erfordernde Praxis, sich das Leben zu nehmen. Erhebungen zur Frage des psychischen Zustandes von Suizidenten, die auf diese Weise starben, kamen zu dem Ergebnis, dass bei knapp 50 % eine psychiatrische Anamnese vorlag. Bei Suizidenten, die durch Sturz aus der Höhe umkommen, wird nur selten eine Alkoholisierung zum Sturzzeitpunkt festgestellt, was darauf hindeutet, dass die Handlung impulsiv und spontan vollzogen wird oder dass der Todeswunsch des Suizidenten derart übermächtig ist, dass er eine Selbstbetäubung oder sich Mut anzutrinken als nicht erforderlich ansieht.
Der Tod wird beim Sturz aus der Höhe in der Regel durch Zerschmetterung des Körpers oder durch Zerstörung/Beschädigung einzelner lebenswichtiger Organe verursacht.
Personen, die einen Suizidversuch durch Sturz aus der Höhe überleben, erleiden in den meisten Fällen schwere, oft bleibende, gesundheitliche Schäden. So werden 3–5 % aller Querschnittlähmungen im deutschsprachigen Raum durch Suizidversuche verursacht, die meisten hiervon durch gescheiterte Suizidversuche durch Sprung aus der Höhe.
Die Methode des „Springens“ als Mittel zur Herbeiführung des Todes kommt auch immer wieder im Rahmen von Doppelsuiziden und Gruppensuiziden zur Anwendung: So sprang zum Beispiel im Februar 2000 ein österreichisch-norwegisches Paar gemeinsam vom 600 Meter hohen Prekestolen am Lysefjord und im August 2001 nahmen sich drei Jugendliche aus Reichenbach im Vogtland mit Verbindungen zur satanistischen Szene das Leben, indem sie gemeinsam von der Göltzschtalbrücke in die Tiefe sprangen. Seit der Jahrtausendwende ist dabei der Trend festzustellen, dass nicht nur Personen, die seit längerer Zeit in einer engen persönlichen Beziehung zueinander stehen, gemeinsam Suizid durch Springen begehen, sondern dass auch Personen, die einander zuvor überhaupt nicht kannten, gemeinsam Suizid durch Sprung in die Tiefe vollziehen, nachdem sie durch die durch das neue Medium des Internets neu aufgekommenen Kommunikations- und Kontaktanbahnungsmöglichkeiten zueinander gefunden haben.

## Sichtweisen
Grundsätzliche Gegner der Handlung Suizid lehnen naturgemäß auch das Springen als eine spezielle Variante zur praktischen Ausführung einer Selbsttötung ab, d. h. sie lehnen es genauso ab, dass Personen zu dieser Methode zur absichtlichen Herbeiführung des eigenen Todes greifen, wie sie es ablehnen, dass Personen zu irgendeiner anderen Methode zur Herbeiführung des eigenen Todes greifen.
Aber auch Personen und Organisationen, die das Recht auf einen selbstbestimmten Tod verfechten, wie z. B. der Philosoph Jean Améry oder die Schweizer Sterbehilfeorganisation EXIT, lehnen Suizid durch Springen zumeist als Mittel zur Ausführung einer Selbsttötung ab: Zum einen, da diese Art sich zu töten zumeist als besonders schrecklich und qualvoll angesehen wird. Und zum zweiten, da die Ausführung eines Suizides durch Springen in zweifacher Hinsicht das Risiko einer Gefährdung Dritter in sich birgt: 1.) Dadurch, dass Personen, die sich absichtlich von einem Gebäude, einer Brücke, einer Klippe etc. stürzen, bei ihrem Aufschlagen andere Personen (oder Fahrzeuge, in denen sich Personen befinden) treffen und verletzten oder töten können. Und 2.) Dadurch dass Personen, die jemanden auffinden, der sich durch Sprung aus großer Höhe getötet hat, durch den Anblick, den der Tote aufgrund der sichtbaren schweren äußeren Schädigung seines Körpers bietet, erhebliche Traumatisierungen davontragen können. Dementsprechend raten auch Anhänger des Rechtes auf einen autonomen Tod zumeist dazu, die Methode der Selbsttötung durch einen Sprung aus großer Höhe aus Rücksicht auf unbeteiligte Dritte, die hierdurch in Mitleidenschaft gezogen werden könnten, nicht zu wählen, sondern zu Methoden zu greifen, die sich ohne das Risiko der körperlichen Verletzung und Tötung sowie der unnötig schweren Traumatisierung Dritter bewerkstelligen lassen. Seit den ausgehenden 1990er Jahren existiert jedoch in dem damals neu aufgekommenen Medium des Internets eine Subkultur von Chatrooms, Foren und dergleichen zum Thema Suizid, in denen, wie sozialwissenschaftliche Untersuchungen zeigen, mitunter auch dezidiert positive und bejahende Auffassungen zum „Springen“ antreffbar sind.

## Prävention
Zur Verhinderung von Suiziden durch Sturz aus der Höhe sind in den letzten Jahrzehnten in zahlreichen Ländern Aussichtsplattformen auf Hochhäusern, auf Berggipfeln und anderen Plätzen, die erfahrungsgemäß potentielle Suizidenten anziehen, mit hohen Sicherheitszäunen oder Gittern ausgestattet worden. Häufig sind diese Zäune und Gitter so konstruiert, dass sie sich in ihren oberen Abschnitten nach innen krümmen, wodurch ein Überwinden des Zaunes zusätzlich erschwert werden soll.
Brücken werden in jüngerer Zeit vermehrt mit fest installierten stählernen Fangnetzen ausgestattet, die „Springer“ auffangen sollen. So wurde im Jahr 2018 damit begonnen, ein solches Netz flächendeckend unterhalb der gesamten Strecke des Fußgängerweges der Golden Gate Bridge in San Francisco, von der sich seit ihrer Erbauung 1937 bis zu diesem Zeitpunkt mehr als 1700 Menschen in den Tod gestürzt hatten, zu montieren. Das Netz wird sich für Fußgänger und Autofahrer weitgehend unsichtbar sieben Meter unterhalb des Fußgängerweges befinden und sieben Meter herausragen. Die Fertigstellung ist auf 2023 verschoben worden.

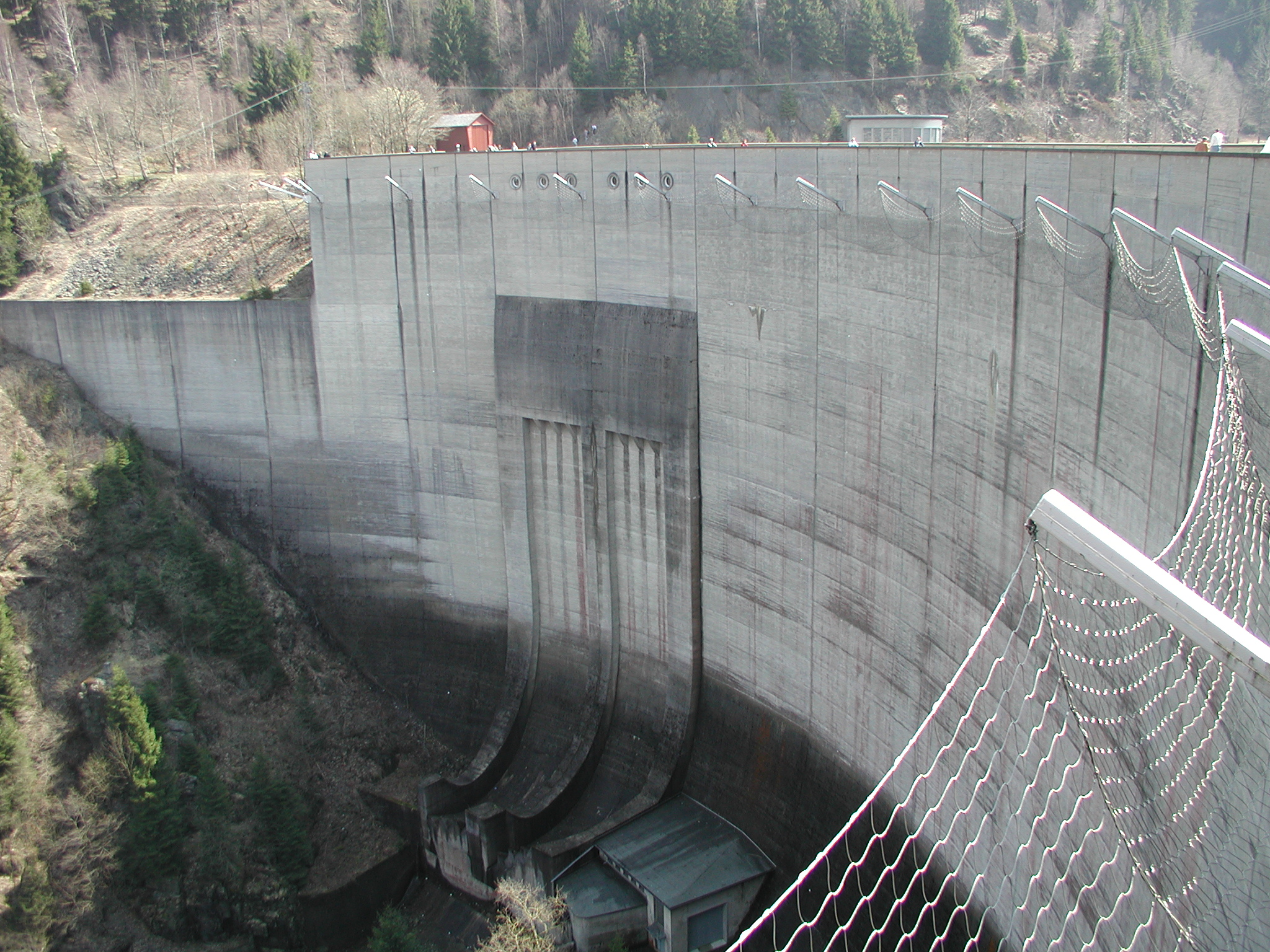
Selbstmörderfangnetz an der Okertalsperre

In Deutschland wurden ähnliche Netze z. B. an der Hochbrücke in Rottweil 2015 angebracht, wobei Denkmalschutz, Statik sowie Brückenwartung zu bedenken sind. Selbstmörderfangnetze werden relativ grobmaschig aus Stahlseilen hergestellt und mehrere Meter unterhalb der „Absprungkante“ angelegt, um vor einem Sprung mit eher schmerzhafter Landung im Netz abzuschrecken. An der Okertalsperre im Oberharz hat die nachträgliche Anbringung eines Selbstmörderfangnetzes die Zahl der Suizide drastisch reduziert.
Die Netze sollen der Prävention dienen und Suizidenten davon abhalten, überhaupt zu springen. Falls doch jemand springt, landet er auf dem Netz, hier ist die Hoffnung, dass er seinen Suizidversuch hier beende, entweder freiwillig oder weil er stecken bleibt oder zu verletzt ist, um weiter in die Tiefe zu springen. Verhindern lassen sich die Suizide nicht, nur ihre Anzahl senken. In Rottweil sprang jemand am 13. August 2015 zuerst ins Fangnetz, dann von dort aus zu Boden und starb dabei.
Nach demselben Prinzip wie die Brücken-Fangnetze funktioniert ein Netz, das 1998 sieben Meter unterhalb der mittelalterlichen Terrassenmauer der Aussichtsterrasse des Münsters der Schweizer Stadt Bern angebracht wurde, seitdem hat sich dort (Stand 2015) niemand mehr getötet.
An der Sydney Harbour Bridge wurde durch die Installation von Zugangsbarrieren im Jahr 1934 die Zahl der Suizide von 15/Jahr auf 1/Jahr gesenkt.

## Bekannte Beispiele
Der älteste Sohn des Stauferkaisers Friedrich II, Heinrich, wurde nach einer gescheiterten Revolte gegen seinen Vater von diesem zu lebenslanger Kerkerhaft verurteilt. Im Februar 1242 stürzte er sich aus Verzweiflung über sein Schicksal, während er von Nicastro, wo er zuletzt gefangen gehalten wurde, nach dem ihm bestimmten zukünftigen Haftort transportiert wurde, unterwegs bei Martirano (Kalabrien) mit seinem Pferd in einen Abgrund, um durch den Tod der weiteren Haft zu entgehen.
Der Schriftsteller Egon Friedell nahm sich nach der deutschen Besetzung Österreichs im März 1938, als Angehörige der SA in seiner Wiener Wohnung erschienen, um ihn zu verhaften, das Leben, indem er aus einem Fenster seiner im 3. Stock gelegenen Wohnung sprang. Berühmt geworden ist der Ausruf, mit dem er Passanten auf der Straße vor seinem Wohnhaus vor seinem bevorstehenden Sprung in den Tod warnte, um sie davor zu bewahren, von seinem Körper getroffen und verletzt zu werden: „Treten Sie zur Seite!“
Der Politiker James V. Forrestal, der von 1944 bis 1949 als amerikanischer Verteidigungsminister amtiert hatte, wurde wenige Tage, nachdem er am 28. März 1949 von seinem Amt zurückgetreten war, aufgrund von starken Depressionen und Nervenproblemen in das National Naval Medical Center in Bethesda eingeliefert. In den vorangehenden Monaten war er bereits mit Amobarbital und Insulin behandelt worden. Der Öffentlichkeit wurde mitgeteilt, dass er aufgrund von körperlicher und psychischer Erschöpfung behandelt werde. In der Literatur ist auch von paranoid-hysterischen Zuständen Forrestal aufgrund des damals immer weiter erstarkenden Kommunismus und der Befürchtungen, die er wegen der scheinbar unüberwindlichen „kommunistischen Gefahr“ hegte, die Rede. Am 22. Mai 1949 stürzte Forrestal sich aus einem Fenster seiner Kranken-Suite im 16. Stock des Gebäudes.
Der deutsche Schlagersänger Rex Gildo stürzte am Abend des 23. Oktober 1999 aus einem Fenster im zweiten Stock seiner Münchner Wohnung und starb am 26. Oktober an seinen Verletzungen. Der offizielle Polizeibericht ging aufgrund der Tatumstände und von Zeugenaussagen von einer Selbsttötung des mit Alkohol- und Medikamentenproblemen kämpfenden Sängers aus.
Der amerikanische Filmdesigner Anton Furst tötete sich aufgrund des Scheiterns seiner Beziehung zu einer Schauspielerin, indem er am 24. November 1991 in Los Angeles vom 8. Stockwerk eines Parkhauses sprang.
Der Tod des deutschen Politikers Jürgen Möllemann im Jahr 2003 wird weithin als Suizid durch Sprung in die Tiefe angesehen: Möllemann, dessen Hobby seit Jahrzehnten das Fallschirmspringen war, starb am 5. Juni 2003, als er nach einem Sprung aus einem Flugzeug auf einem Feld in Marl aufschlug. Seinen Hauptschirm hatte er zuvor abgestreift. Der Reservefallschirm öffnete sich nicht, da der Öffnungsautomat, der diesen aktiviert hätte, ausgeschaltet war. Am selben Tag war Möllemanns parlamentarische Immunität aufgehoben worden. Die nachfolgende staatsanwaltschaftliche Untersuchung konnte nicht mit letzter Gewissheit klären, ob es sich bei seinem Tod um einen Unfall oder Suizid handelte.

## Motiv in Kunst, Literatur und Unterhaltungsmedien
Seit der Antike werden Suizide durch Sprung aus der Höhe in Werken der Literatur und bildenden Kunst dargestellt. In ihnen wollen die Figuren sich einem noch schlimmeren Schicksal entziehen, sich für eine Schuld selbst bestrafen oder sich zum Wohle anderer oder für ein höheres Ziel opfern.
Eine der frühesten fiktiven Schilderungen findet sich im antiken griechischen Mythos der Sieben gegen Theben, in dem der thebanische Prinz Menoikeus sich von der Stadtmauer der Stadt Theben in den die Stadt umfassenden Lindwurmgraben stürzt, um eine Prophezeiung zu erfüllen, die besagt, dass die Stadt nur dann gerettet werden könne, wenn er (Menoikeus) sein Leben opfere.
In der antiken Sage über den Heros Theseus nimmt sein Vater Aigeus, der irrtümlich glaubt, sein Sohn wäre im Kampf gegen den monströsen Minotaurus auf der Insel Kreta gestorben, sich das Leben, indem er sich von den Klippen seiner Heimatstadt ins Meer stürzt. Der betreffende Abschnitt des Mittelmeeres erhält daraufhin nach ihm den Namen „Ägäisches Meer“.
Ein bis in die Gegenwart immer wieder referierter Mythos ist, dass sich nach dem Zusammenbruch der US-amerikanischen Börse im Oktober 1929 (siehe Schwarzer Donnerstag) zahlreiche über Nacht in den finanziellen Ruin geratene Investoren bzw. Broker Suizid begangen hätten, indem sie sich in ihrer Verzweiflung und/oder Hoffnungslosigkeit bezüglich der Zukunft aus den Fenstern hochgelegener Stockwerke in den Tod gestürzt hätten. Die Forschung konnte später zeigen, dass es solche Todessprünge als Reaktion auf den Crash der Börse nicht gegeben hat und dass das Bild von dem sich nach seinem Bankrott in den Tod stürzenden Investors eine Legende ist, die auf eine Zeitungskolumne zurückgeht, die der Staatsmann und Journalist Winston Churchill, der sich im Herbst 1929 in New York City aufhielt, im Dezember 1929 im Daily Telegraph über seine Erlebnisse dort verfasste: In dieser berichtet er u. a. über den Zusammenbruch der New Yorker Börse und darüber, wie er von seinem Hotelfenster im 15. Stock des Savoy Plaza Hotel aus einen Mann in den Tod springen gesehen habe. Die Annahme, dass der Mann aufgrund des Verlustes seines Vermögens in den Tod gesprungen sei, zu der viele Leser aufgrund des Nebeneinanderstehens beider Erzählungen in derselben Kolumne gelangten und die sich in den folgenden Jahrzehnten von einem Bericht über einen Einzelfall zu dem Klischee ausweitete, dass eine große Zahl von Personen als Reaktion auf den Verlust ihres Vermögens in den Tod gesprungen sei, ist jedoch unzutreffend.
Die Forschung konnte später zeigen, dass der Mann, den Churchill in den Tod springen sah, ein deutscher Chemiker namens Otto Matthies war und dass dieser bereits einige Stunden vor dem Crash der Börse, nämlich gegen 8.30 Uhr morgens, vom 16. Stock des Savoy Plaza Hotels in den Tod sprang (also nicht durch den Crash, von dem er nichts wusste, hierzu veranlasst worden sein konnte). Tatsächlich war Matthies nicht durch den Verlust seines Vermögens zu seiner Handlung veranlasst worden. Außer Churchill trugen auch andere Journalisten, die im Bestreben anschauliche Artikel zu produzieren, plastische Bilder in ihre Artikel über die Situation in New York nach dem Crash einbauten, die mit der Wirklichkeit wenig zu tun hatten, dazu bei, den Mythos von den nach dem Börsenzusammenbruch in den Tod gehenden ruinierten Investoren zu produzieren. So schrieb der Amerikaner Will Rogers in einer Kolumne dieser Zeit: „Als die Wall Street ihren steilen Sturz ins Bodenlose hinlegte, musste man sich in einer Reihe anstellen, um zu einem der Fenster zu gelangen, aus denen man springen konnte, und Spekulanten verkauften bereits Plätze zur Unterbringung von Körpern im East River“. Und ein New York-Korrespondent eines Londoner Sensationsblattes drahtete nach Hause, dass der untere Broadway mit toten Körpern verstopft sei.
Andy Warhol verarbeitete 1962 ein Foto von Evelyn McHales Sprung vom Empire State Building in seinem Werk Suicide (Fallen Body).
Der Schauspieler Al Mulock nahm sich 1968 während der Dreharbeiten zu dem Westernklassiker Spiel mir das Lied vom Tod das Leben, indem er sich in voller Filmkostümierung aus dem Fenster seines Hotelzimmers stürzte.
In dem in San Francisco spielenden Kinderfilm Ein toller Käfer von 1969 wird in einer Szene in einer für das Zielpublikum kaum merklichen Weise mit dem Topos gespielt, dass die Golden Gate Bridge ein „beliebter“ Ort ist, von dem Personen sich stürzen, um Suizid durch Sprung in die Tiefe zu begehen: Der mit einem eigenen Willen und einem eigenen Bewusstsein ausgestattete VW-Käfer Herbie fährt zu dieser Brücke, nachdem sein Fahrer seine Gefühle verletzt hat, um sich über das Geländer in die Tiefe zu stürzen.
Eine der bekanntesten und am meisten referenzierten Selbsttötungen durch einen Sturz in die Tiefe in einem künstlerischen Werk jüngeren Datums stellt die finale Szene des feministischen Abenteuerfilms Thelma und Louise von 1991 dar: In dieser rasen die beiden Protagonistinnen absichtlich mit einem Cabrio in eine klaffende Schlucht am Grand Canyon, während sie sich an den Händen halten, um aus der ihres Erachtens männerdominierten Welt, die sie unterdrückt und ihnen ein erfüllendes Dasein verunmöglicht, zu entkommen.
In der 1992 erschienenen Verfilmung des Romans der Der letzte Mohikaner von James Fenimore Cooper stürzt die Figur Alice Munro sich in einer der letzten Szenen des Films von einem Felsen in die Tiefe, um sich einer Zwangsehe mit dem brutalen Huronenhäuptling Magua zu entziehen.
Während der Terroranschläge vom 11. September 2001 entstanden zahlreiche Fotografien und Filmaufnahmen von Personen, die sich zu Tode stürzten, um in dem Gebäude nicht langsam zu verbrennen. Einige dieser Aufnahmen und Fotografien gingen in der Folgezeit durch Veröffentlichung in der Presse und im Fernsehen um die Welt, wobei die Aufnahme The Falling Man des Fotografen Richard Drew besondere Berühmtheit erlangte.
Am Ende des 2010 veröffentlichten Videospiels Red Dead Redemption entscheidet der Gesetzlose Dutch van der Linde, der Hauptgegenspieler des Protagonisten des Spiels, als er am Ende der Hauptgeschichte des Spiels am Abgrund eines Berges, in dem er sich versteckt gehalten hat, in die Enge getrieben wird, sich dazu, sich selbst rückwärts in die Tiefe fallen zu lassen, um sich einer Gefangennahme durch die Staatsgewalt, die ihm aufgrund seiner anarchistisch-freiheitlichen Philosophie verhasst ist, zu entziehen. Er begründet dies in einer finalen Rede damit, dass er nicht anders könne als zu kämpfen, weil dies eben seine Natur sei, und dass er daher lieber sterbe, als den Kampf aufzugeben und sich verhaften zu lassen. Zudem, so erklärt er, habe er erkannt, dass die Zeit aufgrund des Sich-immer-weiter-Ausbreitens der modernen Zivilisation und der Zerstörung der unbeherrschten, freien Natur über ihn und Menschen wie ihn (die Outlaws des alten Wilden Westens) hinweg gegangen sei und dass es daher an der Zeit für ihn sei, zu weichen.
Anders als der Titel des Buches nahelegt, tötet der Protagonist von Arthur Koestlers Roman Ein Mann springt in die Tiefe sich nicht. Tatsächlich handelt es nur um einen metaphorischen Sprung.

## Filme
- The Bridge (Dokumentarfilm, 2006)